# یواس‌اس ماری (اس‌پی-۱۲۶۰)
یواس‌اس ماری (اس‌پی-۱۲۶۰) (به انگلیسی: USS Marie (SP-1260)) یک کشتی بود که طول آن ۶۳ فوت (۱۹ متر) بود. این کشتی در سال ۱۹۰۱ ساخته شد.